# ماري فيريل
ماري فيريل (بالإنجليزية: Mary Ferrell)‏ هي مؤرخة أمريكية، ولدت في 26 أكتوبر 1922، وتوفيت في 20 فبراير 2004.

## وصلات خارجية
- ماري فيريل على موقع IMDb (الإنجليزية)